# クッカロ・ヴェーテレ
クッカロ・ヴェーテレ（伊: Cuccaro Vetere）は、イタリア共和国カンパニア州サレルノ県にある、人口約600人の基礎自治体（コムーネ）。

## 地理

### 位置・広がり

#### 隣接コムーネ
隣接するコムーネは以下の通り。
- チェラーゾ
- フターニ
- ノーヴィ・ヴェーリア